# Tamannaah Bhatia
Tamannaah Bhatia (hindi : तमन्ना भाटिया), est une actrice et mannequin indienne, née le 21 décembre 1989 à Bombay.
Elle apparaît principalement dans les films Tamouls, Télougous et Hindi. En plus d'agir, elle participe également à des spectacles sur scène et une célèbre parraine de célébrités pour les marques et les produits. Elle est l'une des actrices les mieux payées du cinéma sud-indien,.
En 2005, elle fait ses débuts d'actrice à l'âge de 15 ans dans le film de Bollywood, Chand Sa Roshan Chehra, avant de travailler dans le cinéma tamoul et télougou. La même année, Tamannaah fait ses débuts en Télougou dans Sree puis, elle apparaît dans son premier film tamoul, Kedi. En 2007, elle a joué dans deux films dramatiques, Happy Days en télougou et Kalloori en tamoul.
Ses projets incluent les films à succès tamouls Ayan (2009), Paiyaa (2010), Siruthai (2011), Veeram (2014), Dharma Durai (2016), Devi (2016), Sketch (2018), Kanne Kalaimaane (2019), Jailer (2023), Aranmanai 4 (2024) et ses films Télougou incluent Konchem Ishtam Konchem Kashtam (2009), 100% Love (2011), Racha (2012), Thadaka (2013), Baahubali: The Beginning (2015), Bengal Tiger (2015), Oopiri (2016), Baahubali 2: The Conclusion (2017), F2 - Fun and Frustration (2019), Sye Raa Narasimha Reddy (2019) et F3: Fun and Frustration (2022).

## Enfance
Tamannaah Bhatia est née le 21 décembre 1989 à Bombay, Maharashtra, Inde, de Santosh et Rajni Bhatia,. Elle a un frère aîné, Anand. Son père est marchand de diamants. Elle appartient à une famille hindoue originaire du Sindh. Elle a fait sa scolarité à l'école Maneckji Cooper Education Trust, à Bombay. Plus tard, elle a modifié son prénom pour des raisons numérologiques, en le changeant en Tamannaah. Elle a démarré sa carrière dès l'âge de 13 ans. Lorsqu'elle a été vue au spectacle de fin d'année de son école, un producteur lui a offert un rôle principal, qu'elle a accepté. Elle est devenue élève du théâtre Prithvi de Bombay pendant un an. Elle est également apparue dans la chanson d'album d'Abhijeet Sawant Lafzo Mein de l'album Aapka Abhijeet, publié en 2005.

## Filmographie
| Année | Film                                  | Rôle                   | Langue(s) | Notes |
| ----- | ------------------------------------- | ---------------------- | --------- | --- |
| 2005  | Chand Sa Roshan Chehra                | Jia                    | Hindi     | |
| 2005  | Sree                                  | Sandhya                | Télougou  | |
| 2006  | Kedi                                  | Priyanka               | Tamoul    | |
| 2007  | Viyabari                              | Savithri               | Tamoul    | |
| 2007  | Happy Days                            | Madhu                  | Télougou  | |
| 2007  | Kalloori                              | Shobhana               | Tamoul    | |
| 2008  | Kalidasu                              | Archana                | Télougou  | |
| 2008  | Ready                                 | Swapna                 | Télougou  | Caméo apparence |
| 2008  | Ninna Nedu Repu                       | Elle - même            | Télougou  | Caméo apparence |
| 2008  | Netru Indru Naalai                    | Elle - même            | Tamoul    | Caméo apparence |
| 2009  | Padikkadavan                          | Gayathri               | Tamoul    | |
| 2009  | Konchem Ishtam Konchem Kashtam        | Geetha Subramanyam     | Télougou  | |
| 2009  | Ayan                                  | Yamuna                 | Tamoul    | |
| 2009  | Ananda Thandavam                      | Madhumitha             | Tamoul    | |
| 2009  | Kanden Kadhalai                       | Anjali                 | Tamoul    | South Scope de la meilleure actrice |
| 2010  | Paiyaa                                | Charulatha             | Tamoul    | |
| 2010  | Sura                                  | Poornima               | Tamoul    | |
| 2010  | Thillalangadi                         | Nisha                  | Tamoul    | |
| 2011  | Siruthai                              | Swetha                 | Tamoul    | |
| 2011  | Ko                                    | Elle - même            | Tamoul    | Caméo apparence dans la chanson "Aga Naga"                                                                                               |
| 2011  | 100% Love                             | Mahalakshmi            | Télougou  | CineMAA Awards de la meilleure actrice Santosham Film Awards de la meilleure actrice Hyderabad Times Film Awards de la meilleure actrice |
| 2011  | Badrinath                             | Alakananda             | Télougou  | |
| 2011  | Venghai                               | Radhika                | Tamoul    | |
| 2011  | Oosaravelli                           | Niharika               | Télougou  | |
| 2012  | Racha                                 | Chaitra                | Télougou  | |
| 2012  | Endukante... Premanta!                | Srinidhi / Sravanthi   | Télougou  | |
| 2012  | Rebel                                 | Nandini                | Télougou  | |
| 2012  | Cameraman Gangatho Rambabu            | Ganga                  | Télougou  | |
| 2013  | Himmatwala                            | Rekha                  | Hindi     | |
| 2013  | Tadakha                               | Pallavi                | Télougou  | SIIMA Awards de la meilleure actrice |
| 2014  | Veeram                                | Kopperum Devi          | Tamoul    | |
| 2014  | Humshakals                            | Shanaya                | Hindi     | |
| 2014  | Alludu Seenu                          | Elle - même            | Télougou  | Apparence spéciale dans la chanson "Labbar Bomma"                                                                                        |
| 2014  | Entertainment                         | Sakshi                 | Hindi     | |
| 2014  | Aagadu                                | Saroja                 | Télougou  | |
| 2015  | Nannbenda                             | Elle - même            | Tamoul    | Caméo apparence |
| 2015  | Baahubali: The Beginning              | Avanthika              | Télougou  | |
| 2015  | Baahubali: The Beginning              | Avanthika              | Tamoul    | |
| 2015  | Vasuvum Saravananum Onna Padichavanga | Aishwarya Balakrishnan | Tamoul    | |
| 2015  | Size Zero                             | Elle - même            | Télougou  | Caméo apparence |
| 2015  | Inji Iduppazhagi                      | Elle - même            | Tamoul    | Caméo apparence |
| 2015  | Bengal Tiger                          | Meera                  | Télougou  | |
| 2016  | Speedunnodu                           | Elle - même            | Télougou  | Apparence spéciale dans la chanson "Bachelor Babu"                                                                                       |
| 2016  | Oopiri                                | Keerthi                | Télougou  | |
| 2016  | Thozha                                | Keerthi                | Tamoul    | |
| 2016  | Dharma Durai                          | Subhashini             | Tamoul    | Asiavision Awards de la meilleure actrice                                                                                                |
| 2016  | Jaguar                                | Elle - même            | Kannada   | Apparence spéciale dans la chanson "Sampige Enne"                                                                                        |
| 2016  | Jaguar                                | Elle - même            | Télougou  | Apparence spéciale dans la chanson "Mandara Thailam"                                                                                     |
| 2016  | Devi                                  | Devi / Ruby            | Tamoul    | |
| 2016  | Abhinetri                             | Devi / Ruby            | Télougou  | |
| 2016  | Tutak Tutak Tutiya                    | Devi / Ruby            | Hindi     | |
| 2016  | Kaththi Sandai                        | Divya (Bhanu)          | Tamoul    | |
| 2017  | Baahubali 2: The Conclusion           | Avanthika              | Télougou  | |
| 2017  | Baahubali 2: The Conclusion           | Avanthika              | Tamoul    | |
| 2017  | Anbanavan Asaradhavan Adangadhavan    | Ramya                  |           | |
| 2017  | Jai Lava Kusa                         | Elle - même            | Télougou  | Apparence spéciale dans la chanson "Swing Zara"                                                                                          |
| 2018  | Sketch                                | Amuthavalli            | Tamoul    | |
| 2018  | Aa Bb Kk                              | Tamanna                | Marathi   | Caméo apparence |
| 2018  | Naa... Nuvve                          | Meera                  | Télougou  | |
| 2018  | Next Enti?                            | Tammy                  | Télougou  | |
| 2018  | K.G.F: Chapter 1                      | Milky                  | Kannada   | Apparence spéciale dans la chanson "Jokae Nannu"                                                                                         |
| 2019  | F2 – Fun and Frustration              | Harika                 | Télougou  | |
| 2019  | Kanne Kalaimaane                      | Bharathi               | Tamoul    | |
| 2019  | Devi 2                                | Devi                   | Tamoul    | |
| 2019  | Abhinetri 2                           | Devi                   | Télougou  | |
| 2019  | Khamoshi                              | Surbhi                 | Hindi     | |
| 2019  | Sye Raa Narasimha Reddy               | Lakshmi                | Télougou  | |
| 2019  | Petromax                              | Meera                  | Tamoul    | |
| 2019  | Action                                | Diya                   | Tamoul    | |
| 2020  | Sarileru Neekevvaru                   | Elle - même            | Télougou  | Apparence spéciale dans la chanson "Daang Daang"                                                                                         |
| 2021  | Seetimaarr                            | Jwala Reddy            | Télougou  | |
| 2021  | Maestro                               | Simran                 | Télougou  | |
| 2022  | Ghani                                 | Elle - même            | Télougou  | Apparence spéciale dans la chanson "Kodthe"                                                                                              |
| 2022  | F3: Fun and Frustration               | Harika                 | Télougou  | |
| 2022  | Babli Bouncer                         | Babli Tanwar           | Hindi     | |
| 2022  | Plan A Plan B                         | Nirali Vora            | Hindi     | |
| 2022  | Gurthunda Seethakalam                 | Nidhi                  | Télougou  | |
| 2023  | Lust Stories 2                        | Shanthi                | Hindi     | |
| 2023  | Jailer                                | Kamna                  | Tamoul    | |
| 2023  | Bhola Shankar                         | Lasya                  | Télougou  | |
| 2023  | Bandra                                | Tara Janaki            | Malayalam | |
| 2024  | Aranmanai 4                           | Selvi                  | Tamoul    | |
| 2024  | Stree 2                               | Shama                  | Hindi     | Apparence spéciale |
| 2024  | Vedaa                                 | Raashi                 | Hindi     | Apparence spéciale |

### Courts métrages
| Année | Titre                 | Rôle                                | Langue |
| ----- | --------------------- | ----------------------------------- | ------ |
| 2016  | Ranveer Ching Returns | L'intérêt amoureux de Ranveer Ching | Hindi  |

## Télévisions

### Séries télévisées
| Année | Titre                       | Rôle                     | Chaîne             | Langue   | Notes                           |
| ----- | --------------------------- | ------------------------ | ------------------ | -------- | ------------------------------- |
| 2013  | Sapne Suhane Ladakpan Ke    | Invité spécial           | Zee TV             | Hindi    | Caméo apparence in Holi episode |
| 2021  | 11th Hour                   | Aratrika Reddy           | Aha                | Télougou |                                 |
| 2021  | November Story              | Anuradha Ganesan         | Hotstar            | Tamoul   |                                 |
| 2021  | MasterChef India – Télougou | Hôtesse                  | Gemini TV          | Télougou | Saison 1, Episodes 1–16         |
| 2023  | Jee Karda                   | Lavanya Singh            | Amazon Prime Video | Hindi    |                                 |
| 2023  | Aakhri Sach                 | Inspectrice Anya Swaroop | Disney+ Hotstar    | Hindi    |                                 |

## Musique vidéos
| Année | Titre       | Chanteur        | Langue | Album                    |
| ----- | ----------- | --------------- | ------ | ------------------------ |
| 2005  | Lafzon Mein | Abhijeet Sawant | Hindi  | Aapka... Abhijeet Sawant |
| 2022  | "Tabahi"    | Badshah         | Hindi  | Retropanda               |